# Komora dekompresyjna

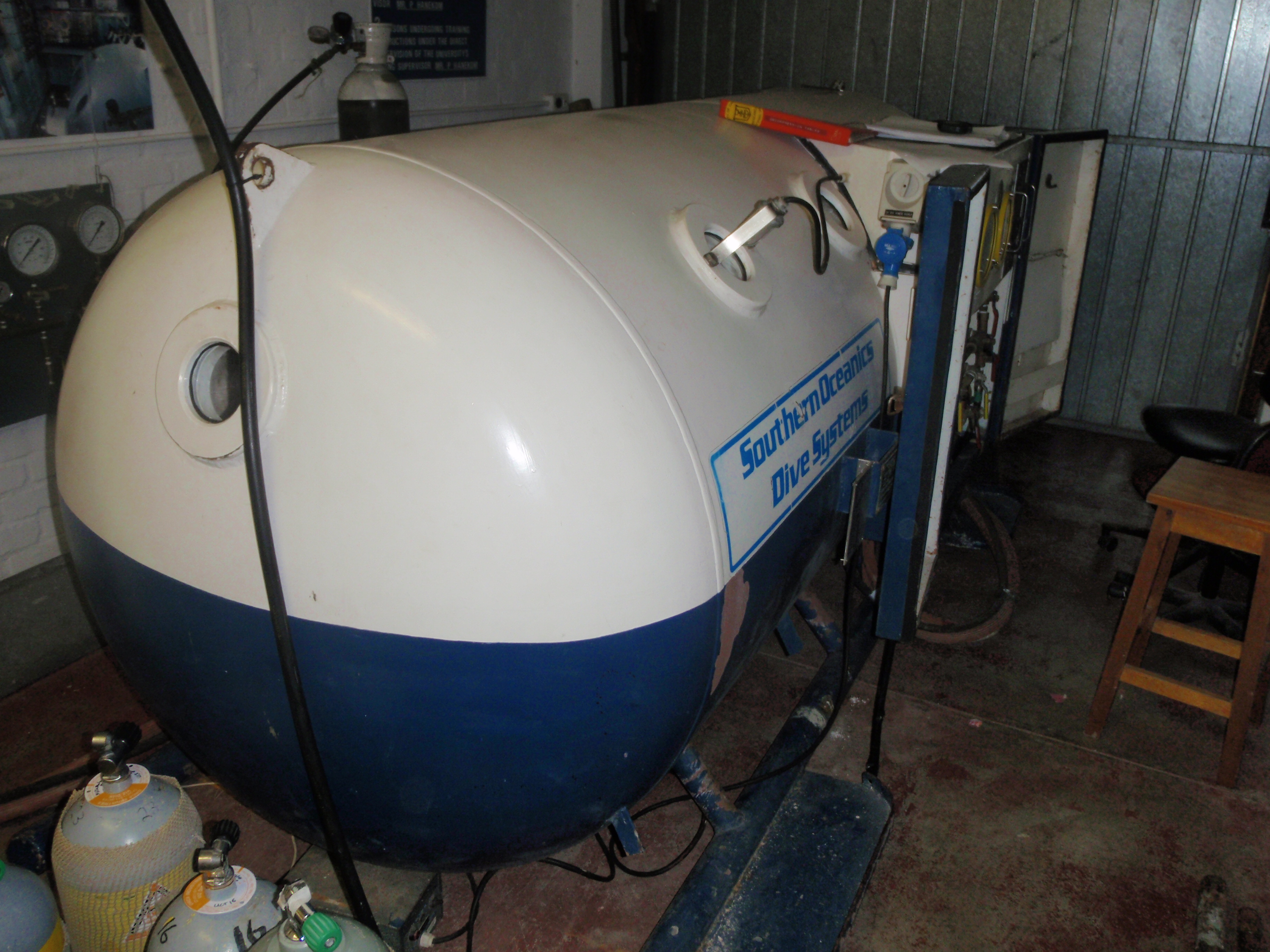
Komora dekompresyjna

Komora dekompresyjna – urządzenie składające się ze szczelnego pomieszczenia, odpornego na różnice ciśnienia między wnętrzem i otoczeniem, oraz pomp, zbiorników sprężonego gazu i przyrządów pomiarowo-kontrolnych.
Komory dekompresyjne stosuje się do stworzenia i utrzymania atmosfery o potrzebnym ciśnieniu (ewentualnie również o potrzebnym składzie).

## Zastosowanie
- Do badań medycznych nad funkcjonowaniem organizmów w warunkach zmienionego ciśnienia.
- Do badań technicznych wpływu zmienionego ciśnienia na urządzenia.
- W nurkowaniu używa się komór dekompresyjnych (czasem używa się określenia komory rekompresyjne) do przeprowadzenia dekompresji nurków w wypadkach, kiedy przeprowadzenie dekompresji w czasie wynurzania jest niepraktyczne lub niemożliwe.

## Budowa

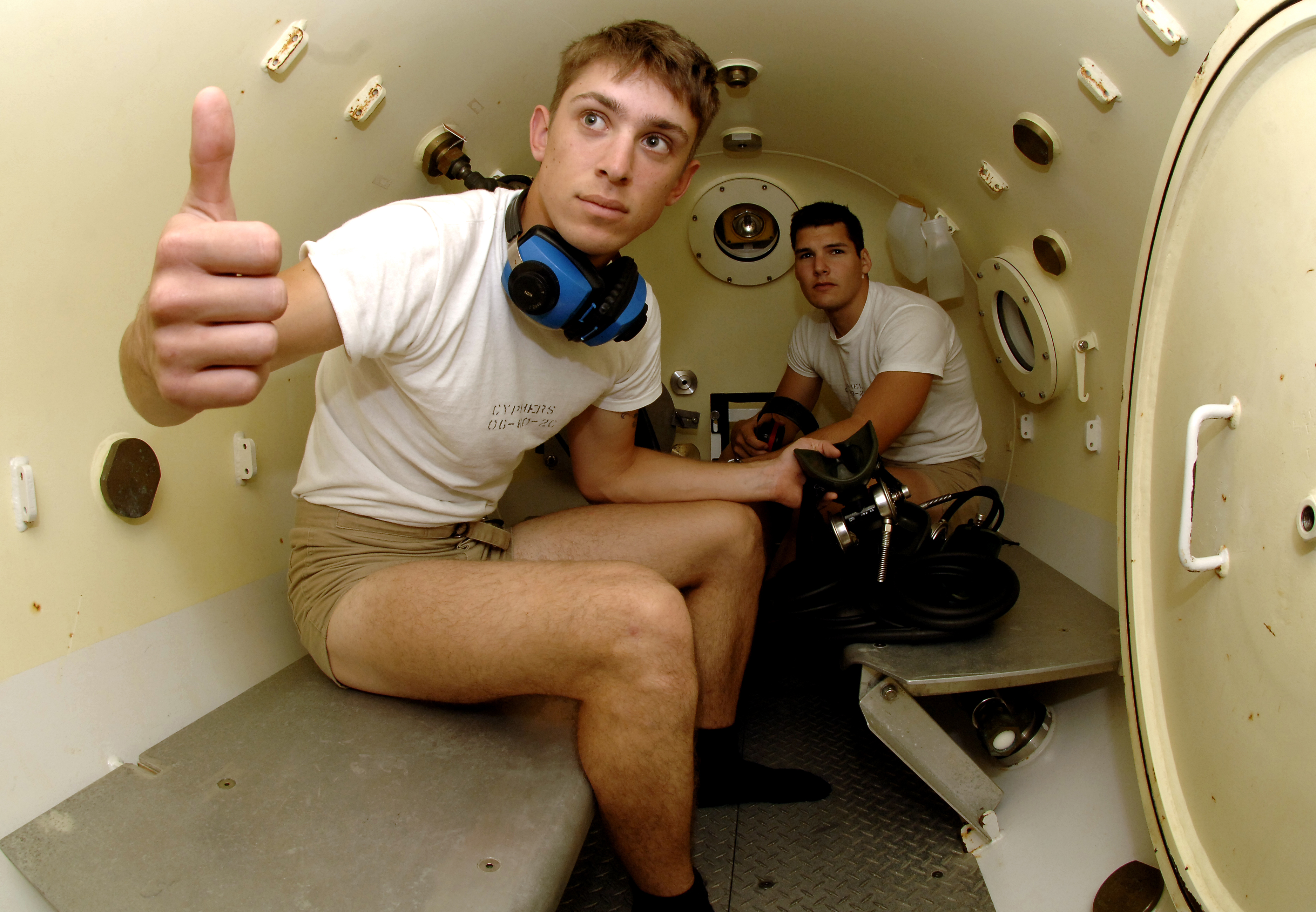
Trening nurków w komorze dekompresyjnej

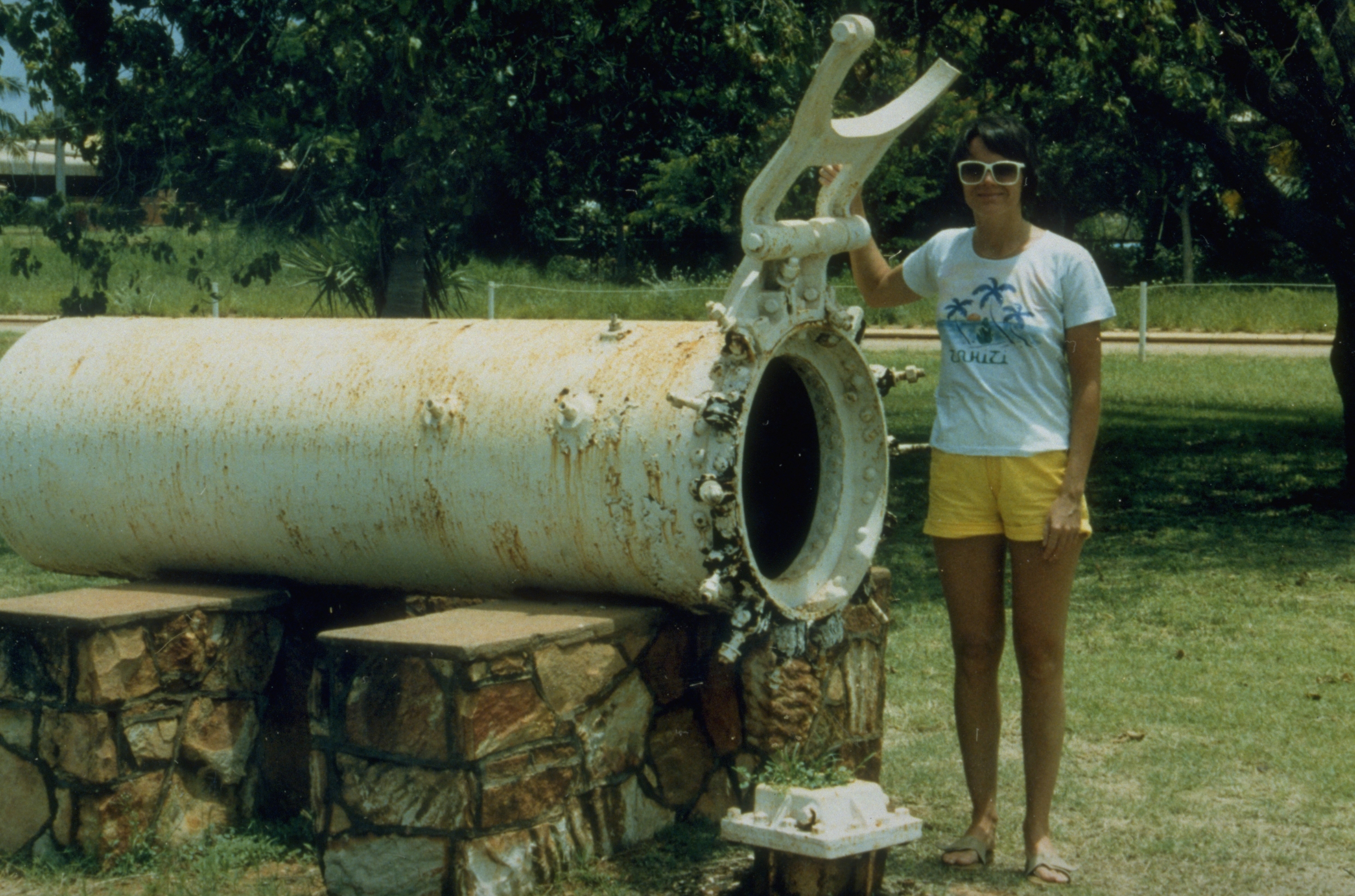
Dawna komora dekompresyjna dla poławiaczy pereł (Muzeum Broome, Australia)

Komory do badań naukowo technicznych mogą mieć różne rozwiązania w zależności od celów, do jakich służą.
Komory przeznaczone do dekompresji ludzi mają z reguły kształt poziomo leżącego walca, z zaokrąglonymi dnami. Są wyposażone najczęściej w jedno (rzadko więcej) wejście, hermetycznie zamykane za pomocą odpowiedniego systemu śrub i klinów. Z reguły wejście jest wyposażone w śluzę, pozwalającą na wchodzenie/wychodzenie bez zmiany ciśnienia wewnątrz komory. Jeżeli wejście jest bez śluzy, powinna być zainstalowana mała śluza, pozwalająca na przekazanie posiłków, lekarstw czy sprzętu. 
Wewnątrz komory, w zależności od wielkości, instalowane są prycze, miejsca do siedzenia, ubikacja. Wnętrze powinno być oświetlone i ogrzewane. 
Komory zainstalowane na statkach przeznaczonych do wspierania działań nurków są umiejscowione tak, że możliwe jest bezpośrednie połączenie z dzwonem nurkowym (o ile statek jest weń wyposażony) i ze specjalną szalupą, w której zamontowana jest mała komora dekompresyjna. Pozwala to na szybkie podniesienie nurka z głębokości, na której pracował i przeprowadzenie dekompresji na pokładzie statku, w miarę potrzeby z udziałem lekarza i z możliwością użycia dowolnych mieszanek gazowych. W razie konieczności opuszczenia statku, nurek może przejść do komory dekompresyjnej w szalupie. Największe komory dekompresyjne zainstalowane w szalupie, budowane aktualnie na świecie, pozwalają pomieścić 24 nurków. 
Oprócz komór na statkach, są one instalowane na lądzie w ośrodkach zajmujących się leczeniem i ratowaniem nurków lub lotników. Są też w użyciu wersje mobilne, na samochodach ciężarowych oraz przystosowane do transportu lotniczego.

## Inne zastosowania
Komór dekompresyjnych używa się także do leczenia przewlekłej choroby dekompresyjnej (kilkukrotne sesje o czasie i ciśnieniu dobranym przez lekarza) oraz do ratowania osób zatrutych tlenkiem węgla, zwanym czadem. Chorego umieszcza się w atmosferze o zwiększonym udziale tlenu i pod zwiększonym ciśnieniem. Proces ten nazywa się hiperbarią tlenową.